# Tauerntunnel (Autobahn)
Der Tauerntunnel ist ein 6801 Meter langer Straßentunnel der Tauern Autobahn A 10. Gemeinsam mit dem Katschbergtunnel ist er ein wichtiger Bestandteil der Route von Villach nach Salzburg.
Der Abschnitt zwischen Katschberg- und Tauerntunnel inklusive der Durchfahrung der beiden Tunnel selbst ist eine Sondermautstrecke und kostet 14,50 Euro (Stand: Januar 2025). Der Streckenabschnitt ist, wie alle anderen Sondermautstrecken in Österreich, von der Vignettenpflicht ausgenommen.

## Lage
Der Tauerntunnel unterquert die Radstädter Tauern zwischen Radstadt im Ennspongau und Tamsweg im Lungau. Das Nordportal des Tauerntunnels befindet sich bei Flachauwinkl, das Südportal bei Zederhaus. Er liegt unterhalb von Mosermandl und Pleißlingkeil im Hauptkamm der Berggruppe, etwa acht Kilometer westlich der Tauernpasshöhe bei Obertauern, einem der wichtigeren Alpenübergänge zwischen Brenner und Pyhrn. Der Autobahntunnel liegt etwa 34 km östlich des gleichnamigen Tunnels der Tauernbahn.

## Geschichte

### Bau 1975
Ursprünglich war der Tauerntunnel – ebenso wie der Katschbergtunnel – als zweiröhriger Autobahntunnel geplant. Aus Kostengründen und aufgrund des geringeren Verkehrsaufkommens als erwartet wurde 1975 jedoch nur eine der beiden Röhren fertiggestellt, die ursprünglich eine Länge von 6401 m besaß. Die Pläne für die zweite Röhre wurden 1988 vorerst aufgegeben.

### Tunnelbrand 1999
Am 29. Mai 1999 kam es gegen 4:50 Uhr früh nach einem Verkehrsunfall zu einem verheerenden Brand im Tauerntunnel, bei dem zwölf Menschen ums Leben kamen und weitere 42 verletzt wurden. Unfallverursacher war ein österreichischer LKW-Fahrer, der im Sekundenschlaf mit seinem mit 24.000 Dosen Spraylack beladenen Fahrzeug auf eine PKW-Kolonne auffuhr. Diese wartete an einer Baustellenampel, die sich etwa 800 m nach dem Nordportal innerhalb des Tunnels befand. Drei PKW wurden dabei auf einen LKW geschoben und völlig zerquetscht, austretender Treibstoff entzündete sich und verbrannte 16 LKW sowie 24 PKW. Durch die enorme Hitzeentwicklung von bis zu 1200 °C konnte erst zwölf Stunden nach dem Unfall mit Löscharbeiten begonnen werden.
Der Tunnel wurde so stark beschädigt, dass er für drei Monate gesperrt werden musste. Der Schaden wurde mit 28 Millionen Euro beziffert. Im Zuge der Sperrung wurden über die Beseitigung der Brandschäden hinausgehende Sanierungsmaßnahmen, u. a. an der Tunnelauskleidung, Beleuchtung, den Signalanlagen und dem Belüftungssystem, durchgeführt.
Der Fahrer des LKW wurde am 27. Juni 2001 in zweiter Instanz wegen fahrlässiger Gemeingefährdung rechtskräftig zu zwei Jahren Haft verurteilt (davon 21 Monate auf Bewährung).
An den Unfall erinnert heute eine Gedenktafel an der Autobahnkapelle Flachau.

### Ausbau 2006–2010
2004 betrug der durchschnittliche Tagesverkehr 17.000 Fahrzeuge, ein Viertel davon waren LKW (4.353).
In Folge der Brandkatastrophe von 1999 wurden auch die Planungen für eine zweite Tunnelröhre wieder aufgenommen, die dann ab Juli 2006 errichtet wurde, mehr als 30 Jahre nach der ersten Röhre. Die erste Sprengung war offiziell für den 15. September 2006 gesetzt. Am 8. Juli 2008, um 14:32 Uhr, erfolgte nach 22 Monaten Vortrieb der Durchstich der zweiten, 6546 Meter langen Röhre. Die 1,3 Millionen Kubikmeter Abraummaterial wurden zu einem Teil für die Aufschüttung des Niveaus der neu zu bauenden Raststätte Tauernalm in Flachau und für Lärmschutzmaßnahmen verwendet. Die Bau- und Sanierungskosten betrugen 197 Millionen Euro. Die Freigabe der neuen Röhre erfolgte am 30. April 2010. Danach wurde die erste Röhre generalsaniert und in dieser Zeit der Verkehr nur durch die neue Röhre geleitet.
Am 30. Juni 2011 wurde die sanierte und mit einer Galerie auf 6801 m verlängerte Röhre des Tauerntunnels mit einem Festakt am Nordportal für den Verkehr freigegeben. Seither stehen beide Röhren uneingeschränkt für den Verkehr zur Verfügung, und nachdem bereits gut zwei Jahre zuvor der ausgebaute Katschbergtunnel freigegeben wurde, sind damit alle Tunnels der Tauernautobahn zweiröhrig befahrbar.

## Früherer Tunnel – Bergbaustollen Zinkwand
Bereits vor dem Bau des Tauerntunnels der A 10 gab es eine Durchquerungsmöglichkeit der Niederen Tauern. Der Stollen, der die Bundesländer Salzburg und Steiermark verbindet, stammt aus der Zeit, als beginnend mit dem 13. Jahrhundert dort Zink, Silber, Cobalt und Blei abgebaut wurde. Eine genauere Datierung des Stollens in der Zinkwand ist nicht möglich. Der unbeleuchtete Stollen liegt auf 2300 m Höhe, ist höchstens 300 m lang, ziemlich eben und wurde vom österreichischen Alpenverein (ÖAV) begehbar gemacht. Schon 1984 wurde auf der Schladminger Seite der Stollenlehrpfad „Zinkwand-Vöttern“ durch den ÖAV errichtet.
Der Zugang kann im Zuge einer erst ab Hochsommer schneefreien 2-Tages-Rundtour ab Hinterweißpriach im Lungau (Zufahrt für Pkw ab Diktlerhütte mautpflichtig) erfolgen. Orientierung nach der Karte ist auf teilweise unmarkierten und sehr steilen Wegen gefordert, eventuell sind Klettersteigset für die Seilversicherung, Stirn- oder Taschenlampe und Reservelampe notwendig, Helm wird empfohlen.